# Guido Cerniglia
Guido Cerniglia (Palermo, 3 febbraio 1939 – Roma, 14 maggio 2020) è stato un attore e doppiatore italiano.

## Biografia
A diciassette anni frequentò la scuola di teatro organizzata dal Piccolo Teatro della Città di Palermo e qualche mese dopo venne scelto da Vincenzo Tieri, per una piccola parte ne I mariti di Norella.
Nel 1957 si trasferì a Roma, dove venne scritturato da Aroldo Tieri e Giuliana Lojodice per la Regia di Mario Ferrero e grazie a un discreto successo personale cominciò a lavorare con numerose compagnie teatrali. Dal 1967 al 1969 lavorò come speaker alla BBC di Londra, e poco dopo in Italia iniziò una lunga carriera tra cinema, televisione e soprattutto teatro dove lavorò in ruoli da caratterista con attori come Enrico Maria Salerno, Giancarlo Sbragia, Gianni Agus, Gianni Bonagura, Gino Bramieri, Lilla Brignone, Gastone Moschin e Ugo Tognazzi. Fu diretto da Pietro Garinei, Marco Missiroli, Giancarlo Sepe e altri ancora. Al cinema fu diretto da Vittorio De Sica, Luigi Comencini, Nanni Loy, Luciano Salce, Édouard Molinaro, Alain Resnais e tanti altri e affiancò attori come Sophia Loren, Marcello Mastroianni, Giancarlo Giannini, Jean-Paul Belmondo, Alberto Sordi e Nino Manfredi.
Negli anni settanta cominciò a lavorare anche come doppiatore e nel 1980 entrò a far parte della società di doppiaggio SAS di cui in seguito sarà, prima consigliere e poi vice presidente nel 2001.
È morto il 14 maggio 2020 a Roma, dove viveva da tempo, all'età di 81 anni.

## Filmografia

### Cinema
- Detenuto in attesa di giudizio, regia di Nanny Loy (1971)
- Siamo tutti in libertà provvisoria, regia di Manlio Scarpelli (1971)
- Lo scopone scientifico, regia di Luigi Comencini (1972)
- Lo chiameremo Andrea, regia di Vittorio De Sica (1972)
- Il magnate, regia di Giovanni Grimaldi (1973)
- Storia de fratelli e de cortelli, regia di Mario Amendola (1973)
- Stavisky il grande truffatore, regia di Alain Resnais (1974)
- Alla mia cara mamma nel giorno del suo compleanno, regia di Luciano Salce (1974)
- Processo per direttissima, regia di Lucio De Caro (1974)
- Assassinio sul ponte, regia di Maximilian Schell (1975)
- Il giustiziere di mezzogiorno, regia di Mario Amendola (1975)
- San Pasquale Baylonne protettore delle donne, regia di Luigi Filippo D'Amico (1976)
- Languidi baci... perfide carezze, regia di Alfredo Angeli (1976)
- La via della droga, regia di Enzo G. Castellari (1977)
- Al di là del bene e del male, regia di Liliana Cavani (1977)
- I figli non si toccano!, regia di Nello Rossati (1978)
- Il vizietto, regia di Édouard Molinaro (1978)
- Fatto di sangue fra due uomini per causa di una vedova. Si sospettano moventi politici, regia di Lina Wertmüller (1978)
- Viuuulentemente mia, regia di Carlo Vanzina (1982)
- Non più di uno, regia di Berto Pelosso (1990)
- Il nodo alla cravatta, regia di Alessandro Di Robilant (1991)
- Ricky & Barabba, regia di Christian De Sica (1992)
- Ivo il tardivo, regia di Alessandro Benvenuti (1995)
- Passaggio per il paradiso, regia di Antonio Baiocco (1998)
- Il consiglio d'Egitto, regia di Emidio Greco (2002)
- Istruzioni per l'uso, cortometraggio, regia di Manuela Mancini (2014)
- Briciole sul mare, regia di Walter Nestola (2016)

### Televisione
- Il marsigliese – miniserie TV, 3 episodi (1975)
- Alle origini della mafia – miniserie TV, 1 episodio (1976)
- Orient Express – miniserie TV, 1 episodio (1980)
- Quell'antico amore – miniserie TV, 1 episodio (1981)
- Quando arriva il giudice – miniserie TV, 1 episodio (1986)
- La piovra 3 – miniserie TV, 2 episodi (1987)
- Investigatori d'Italia – serie TV, 1 episodio (1987)
- Nonno Felice – serie TV, 1 episodio (1993)
- A che punto è la notte – film TV (1994)
- In nome della famiglia – miniserie TV, 4 episodi (1995)
- Norma e Felice – serie TV, 2 episodi (1995-1996)
- La signora della città – film TV (1996)
- L'avvocato delle donne – miniserie TV, 1 episodio (1997)
- La forza dell'amore – miniserie TV, 3 episodi (1998)
- La donna del treno – film TV (1999)
- Anni '60 – miniserie TV, 1 episodio (1999)
- Distretto di Polizia – serie TV, episodio 1x20 (2000)
- Incantesimo – serial TV, episodio 3x26 (2001)
- Un ciclone in famiglia – serie TV, episodio 2x5 (2006)
- Caterina e le sue figlie – serie TV, 2 episodi (2010)
- Squadra antimafia 6 – serie TV, episodio 6x09 (2014)

## Teatro
- La locandiera, di Carlo Goldoni, regia di Renato Pinciroli (1969)
- Enrico III Valois alla vigilia di un balletto verde, di Guido Ammirata, regia di Sergio Ammirata (1969)
- Sicut non esset, di Mauro Mellini, regia di Germano Longo (1970)
- La colpa è del giardino, di Edward Albee, regia di Mario Ferrero (1970)
- Una donna di casa, di Vitaliano Brancati, regia di Nello Rossati (1971)
- Amare senza sapere chi, di Lope de Vega, regia di Guido Mazzella (1972)
- Come le foglie, di Giuseppe Giacosa, regia di Nello Rossati (1972)
- Sarto per signora, di Georges Feydeau, regia di Nello Rossati (1972)
- La casina, di Tito Maccio Plauto, regia di Guido Mazzella (1973)
- I Menecmi, di Tito Maccio Plauto, regia di Guido Mazzella (1974)
- Non c'è miglior sordo..., regia di Guido Mazzella (1975)
- Crudele intromissione, di Bruno Cagli (1976)
- Felici e contenti, di Italo Terzoli e Enrico Vaime, regia di Pietro Garinei (1980-1981)
- Così è (se vi pare), di Luigi Pirandello, regia di Giancarlo Sepe (1983)
- Ma non è una cosa seria, di Luigi Pirandello, regia di Carlo Di Stefano (1984)
- La resistibile ascesa di Arturo Ui, di Bertolt Brecht, regia di Giancarlo Sepe (1984)
- L'arcitaliano, di Italo Moscati, regia di Augusto Zucchi (1984)
- Il tacchino, di Georges Feydeau, regia di Enrico Maria Salerno (1985)
- La balbuzie di Beniamino, di Steve J. Spears, regia di Alfio Petrini (1985)
- L'amante compiacente, di Graham Greene, regia di Giancarlo Sbragia (1986)
- Il più felice dei tre, di Eugène Labiche, regia di Giancarlo Sbragia (1987)
- In America lo fanno da anni, di Maurizio Micheli e Umberto Simonetta, regia di Maurizio Micheli (1988)
- M. Butterfly, di David Henry Hwang, regia di John Dexter (1989)
- Il gabbiano, di Anton Čechov, regia di Mario Missiroli (1990)
- L'uomo dal fiore in bocca, di Luigi Pirandello, regia di Guido Cerniglia (2013)

## Doppiaggio

### Cinema
- Joe Pesci ne Il matrimonio di Betsy
- Victor Wong in Grosso guaio a Chinatown
- Danny Aiello in Stuff - Il gelato che uccide
- Kurtwood Smith in Boxing Helena
- Wallace Shawn in Moderns
- Allen Garfield in Cotton Club
- John Byner in Una notte in Transilvania
- Edward R. Pressman in I due criminali più pazzi del mondo
- Jim Broadbent in Il senso di Smilla per la neve
- Gary Farmer in Il cavaliere del male
- John Ratzenberger in La casa di Helen
- Robin Gammell in Squilli di morte
- Stanley Townsend e Constantine Gregory in Un colpo perfetto

### Televisione
- Ian Gomez in Felicity
- Bruce McGill in MacGyver (3ª voce)
- Terry Becker in Avventure in fondo al mare
- Stuart Margolin in Agenzia Rockford
- René Auberjonois in Star Trek Deep Space Nine
- Tom Ligon in Quando si ama